# Arrondissement de Bad Doberan
L'arrondissement de Bad Doberan est un ancien arrondissement (Landkreis en allemand) du Land de Mecklembourg-Poméranie-Occidentale, en Allemagne. Son chef-lieu était Bad Doberan. Il a fusionné le 4 septembre 2011 avec l'ancien arrondissement de Güstrow pour former le nouvel arrondissement de Rostock.

## Subdivisions

### Statistiques
L'arrondissement de Bad Doberan comprend 57 communes et 7 villes. 54 de ces communes et 3 de ces villes sont regroupées en 8 Ämter.

### Ämter
L'arrondissement comprend 8 Ämter :
- Bad Doberan-Land
- Carbäk
- Neubukow-Salzhaff
- Rostocker Heide
- Schwaan
- Tessin
- Warnow-Ost
- Warnow-West

En outre, Bad Doberan comprend 4 villes qui ne font partie d'aucun Amt :
- Bad Doberan
- Kröpelin
- Kühlungsborn
- Neubukow

Les communes suivantes ne font également partie d'aucun Amt :
- Graal-Müritz
- Sanitz
- Satow

### Villes
L'arrondissement comprend les villes (Städte) suivantes (entre parenthèses, l'Amt éventuel auquel elles appartiennent) :
- Bad Doberan
- Kröpelin
- Kühlungsborn
- Neubukow
- Rerik (Neubukow-Salzhaff)
- Schwaan (Schwaan)
- Tessin (Tessin)

### Communes
L'arrondissement comprend les communes (Gemeinden) suivantes (entre parenthèses, l'Amt éventuel auquel elles appartiennent) :
- Admannshagen-Bargeshagen (Bad Doberan-Land)
- Alt Bukow (Neubukow-Salzhaff)
- Am Salzhaff (Neubukow-Salzhaff)
- Bartenshagen-Parkentin (Bad Doberan-Land)
- Bastorf (Neubukow-Salzhaff)
- Benitz (Schwaan)
- Bentwisch (Rostocker Heide)
- Biendorf (Neubukow-Salzhaff)
- Blankenhagen (Rostocker Heide)
- Börgerende-Rethwisch (Bad Doberan-Land)
- Bröbberow (Schwaan)
- Broderstorf (Carbäk)
- Cammin (Tessin)
- Carinerland (Neubukow-Salzhaff)
- Dummerstorf (Warnow-Ost)
- Elmenhorst/Lichtenhagen (Warnow-West)
- Gelbensande (Rostocker Heide)
- Gnewitz (Tessin)
- Graal-Müritz
- Grammow (Tessin)
- Hohenfelde (Bad Doberan-Land)
- Kassow (Schwaan)
- Kirch Mulsow (Neubukow-Salzhaff)
- Klein Kussewitz (Carbäk)
- Kritzmow (Warnow-West)
- Lambrechtshagen (Warnow-West)
- Mandelshagen (Carbäk)
- Mönchhagen (Rostocker Heide)
- Nienhagen (Bad Doberan-Land)
- Nustrow (Tessin)
- Papendorf (Warnow-West)
- Pölchow (Warnow-West)
- Poppendorf (Carbäk)
- Reddelich (Bad Doberan-Land)
- Retschow (Bad Doberan-Land)
- Roggentin (Carbäk)
- Rövershagen (Rostocker Heide)
- Rukieten (Schwaan)
- Sanitz
- Satow
- Selpin (Tessin)
- Stäbelow (Warnow-West)
- Steffenshagen (Bad Doberan-Land)
- Steinfeld (Carbäk)
- Stubbendorf (Tessin)
- Thelkow (Tessin)
- Thulendorf (Carbäk)
- Vorbeck (Schwaan)
- Wiendorf (Schwaan)
- Wittenbeck (Bad Doberan-Land)
- Zarnewanz (Tessin)
- Ziesendorf (Warnow-West)